# Nacističko spaljivanje knjiga
Nacističko spaljivanje knjiga bila je kampanja vođena od strane Njemačke studentske unije (koja je postojala u razdoblju od 1919. do 1945. godine) kojoj je bio cilj spaljivanje svih knjiga i drugih tiskovina koje su bile oprečne nacističkim uvjerenjima i političkim stavovima. Uništavane su knjige, časopisi i svi ostali tiskani materijali čiji su autori su bili Židovi, pacifisti, vjerske osobe, klasični liberali, anarhisti, socijalisti i komunisti te knjige autora koji su na bilo kakav način bili povezani s judaizmom, odnosno pacifističkim, liberalnim, anarhističkim ili komunističkim uvjerenjima i stavovima. Spaljivanje literature bio je napad na slobodu govora i pisanog izražavanja, odnosno na samo društvo koje ga njeguje. Ono također demonstrira totalitarističku prirodu samog nacističkog režima zbog nasilnog određivanja što pojedinac smije čitati, a što ne.
Među prvim knjigama uništena su djela Karla Marxa, a kroz cijelu kampanju uništena su djela poznatih autora poput Bertolta Brechta, Alberta Einsteina, Freuda, Remarquea i drugih. Određeni broj knjiga koji se našao na popisu zabranjenih knjiga nije spaljen već je sačuvan u posebnim zaključanim prostorijama.
Uništavanje intelektualnih radova Židova bio je jedan od prvih koraka prema njihovom društvenom marginaliziranju, odnosno neprijateljskom klasificiranju. Jedno od djela koje je spaljeno bilo je djelo židovskog pjesnika, esejista i novinara Henricha Heinea koji je 1822. godine napisao sljedeći citat: ondje gdje pale knjige, s vremenom će paliti i ljude.
Mnogi povjesničari odgovornost za ovaj događaj tražili su u tadašnjem ministru propagande Goebbelsu, ali istraživanjima i rekonstrukcijama tadašnjih događaja došlo se do zaključka da je Goebbels sudjelovao i pomagao studentskoj uniji tek u kasnijim stadijima organizacije i samog spaljivanja knjiga.

## Kronologija događaja
Uništavanje knjiga i drugih tiskovina provodilo se organizirano i neorganizirano. Neki od organiziranih događaja bili su:
- 8. travnja 1933. godine glavni ured za odnose s javnošću i propagandu Njemačke studentske unije proglasio je nacionalnu akciju protiv nenjemačkog duha i pozvao na spaljivanje intelektualnih djela. Kampanja je uključivala i bojkotiranje određenih profesora, a pogotovo onih koji su bili židovskog podrijetla. Tijekom travnja i svibnja intenzivno su pisani članci koji su jasno zagovarali širenje nacionalsocijalističkih ideja. Kampanja je kulminirala 10. svibnja godine kada je u Berlinu spaljeno preko 20.000 knjiga.[1]
- 6. svibnja 1933. godine Unija je organizirala napad na Institut za seksologiju (njem. Institut für Sexualwissenschaft) u kojem je spaljena cjelokupna knjižna građa od oko 20.000 djela.
- 10. svibnja iste godine, na berlinskom trgu Bebelplatz spaljeno je preko 25.000 knjiga koje su klasificirane kao anti-njemačke.
- 21. lipnja 1933. godine lokalni ogranci Unije organizirali su paljenja knjiga diljem 34 sveučilišta u tadašnjem Reichu.

- Njemački studenti pregledavaju knjige koje će potom spaliti
- Parada studenata ispred Instituta za seksologiju
- Ilustracija paljenja knjiga

## Wolfgang Herrmann
Wolfgang Herrmann bio je njemački knjižničar i član NSDAP-a koji je 26. ožujka 1933. godine izdao prvi popis knjiga za koje je smatrao da ih se treba ukloniti iz njemačke svakodnevnice. Službeni naslov popisa bio je Popis knjiga koje vrijedi zapaliti, a službeno je objavljen u publikaciji Berliner Nachtausgabe. Popis je nadopunjavan kroz sljedećih par mjeseci te je ponovno objavljen 10. svibnja 1933. godine u službenom glasilu njemačkih knjižničara (Börsenblatt). Potonji popis postao je prvi službeni pruski popis zabranjenih knjiga.

## Reakcije i posljedice
Međunarodne reakcije na nacističko spaljivanje knjiga bile su brze i široko rasprostranjene. Prosvjedi su organizirani u američkim gradovima, uključujući New York, Philadelphiju, Cleveland i Chicago. Mnogi američki i svjetski novinari bili su duboko šokirani ovim činom te su u vlastitim člancima, odnosno novinskim izdanjima izražavali duboku ogorčenost i zabrinutost za njemačku intelektualnu slobodu. 
Pokušaji da se spasi određeni broj knjiga povezan je s Parizom i Pragom gdje su se odvozile knjige koje su u tajnosti prebacivane preko granice. U mnogim glavnim gradovima osnovane su tzv. knjižnice slobode (eng. Freedom Library) koje su pružale jedino utočište knjigama i drugim tiskovinama u to vrijeme.
Njemačke vlasti su nakon kampanje provele niz uhićenja. Smatra se kako je u prvom valu uhićeno preko 4000 akademika i pisaca, a mete kasnijih uhićenja bili su, uz akademike i pisce, komunisti, sindikalisti, socijalisti i drugi. Daljnja kampanja, sad već službeno vođena od strane NSDAP-a, nije samo uklanjala pisce i intelektualce nego je vođena politika remodeliranja svih postojećih slobodnih institucija koja nisu bila podređena vlasti (provedena je nacionalizacija i fašizacija svih slobodnih profesionalaca i institucija). Otpora nacionalizaciji nije ni bilo jer su akademske struje bile slabe i bez ikakve društvene potpore.
Velik broj njemačkih umjetnika, pisaca, liječnika i drugih intelektualaca napustio je granice Reicha zbog straha od mogućeg progona.